# Цифровой фильтр
Цифровой фильтр — в электронике любой фильтр, обрабатывающий цифровой сигнал с целью выделения и/или подавления определённых частот этого сигнала. В отличие от цифрового, аналоговый фильтр имеет дело с аналоговым сигналом, его свойства недискретны, соответственно передаточная функция зависит от внутренних свойств составляющих его элементов.

## Применения
Цифровые фильтры на сегодняшний день применяются практически везде, где требуется обработка сигналов, в частности в спектральном анализе, обработке изображений, обработке видео, обработке речи и звука и многих других приложениях.

## Характеристики цифровых фильтров
Несмотря на то, что цифровые фильтры могут быть нелинейными и нестационарными, наибольшее распространение получили линейные стационарные фильтры в силу простоты их поведения и математического описания. Линейность фильтра подразумевает, что если подать на вход арифметическую сумму отсчётов некоторых сигналов, то на выходе фильтра будет арифметическая сумма откликов фильтра на эти сигналы. Основными характеристиками стационарных линейных дискретных фильтров являются следующие:
- импульсная характеристика;
- комплексная частотная характеристика;
- амплитудно-частотная и фазочастотная характеристики;
- системная функция (передаточная функция).

Импульсной характеристикой дискретного фильтра называется его реакция на единичный импульс при нулевых начальных условиях:
Линейный стационарный цифровой фильтр характеризуется передаточной функцией. Передаточная функция может описать, как фильтр будет реагировать на входной сигнал. Таким образом, проектирование фильтра состоит из постановки задачи (например, фильтр восьмого порядка, фильтр нижних частот с конкретной частотой среза), а затем производится расчет передаточной функции, которая определяет характеристики фильтра.
Передаточная функция фильтра имеет вид:
{\displaystyle H(z)={\frac {B(z)}{A(z)}}={\frac {b_{0}+b_{1}z^{-1}+b_{2}z^{-2}+\cdots +b_{N}z^{-N}}{1+a_{1}z^{-1}+a_{2}z^{-2}+\cdots +a_{M}z^{-M}}}}
где порядок фильтра — большее N или M.
В данном случае это формула БИХ-фильтра. Если знаменатель равен единице, то получаем формулу КИХ-фильтра (без обратной связи).

## Преимущества и недостатки

### Преимущества
Преимуществами цифровых фильтров перед аналоговыми являются:
- Высокая точность (точность аналоговых фильтров ограничена допусками на элементы).
- Стабильность (в отличие от аналогового фильтра передаточная функция не зависит от дрейфа характеристик элементов).
- Гибкость настройки, лёгкость изменения.
- Компактность — аналоговый фильтр на очень низкую частоту (доли герца, например) потребовал бы чрезвычайно громоздких конденсаторов или индуктивностей.
- Повторяемость при серийной реализации и высокая идентичность характеристик.

### Недостатки
Недостатками цифровых фильтров по сравнению с аналоговыми являются:
- Циклическая повторяемость частотных характеристик.
- Трудность работы с высокочастотными сигналами. Хотя полоса рабочих частот не ограничивается частотой Найквиста, равной половине частоты дискретизации сигнала, для высокочастотных сигналов применяют аналоговые фильтры, необходимые для подавления внеполосного приёма сигналов. Если на высоких частотах нет полезного сигнала, сначала подавляют высокочастотные составляющие с помощью аналогового фильтра нижних частот, затем обрабатывают сигнал цифровым фильтром.
- Трудность работы в реальном времени — вычисления должны быть завершены в течение периода дискретизации.
- Для большой точности и высокой скорости обработки сигналов требуется не только мощный процессор, но и дополнительное, возможно дорогостоящее, аппаратное обеспечение в виде высокоточных и быстрых ЦАП и АЦП.

## Виды цифровых фильтров

### КИХ-фильтры
Фильтр с конечной импульсной характеристикой (нерекурсивный фильтр, КИХ-фильтр) — один из видов электронных фильтров, характерной особенностью которого является ограниченность по времени его импульсной характеристики (с какого-то момента времени она становится точно равной нулю). Знаменатель передаточной функции такого фильтра — некая константа.

### БИХ-фильтры
Фильтр с бесконечной импульсной характеристикой (рекурсивный фильтр, БИХ-фильтр) — электронный фильтр, использующий один или более своих выходов в качестве входа, то есть образующий обратную связь. Основным свойством таких фильтров является то, что их импульсная переходная характеристика имеет бесконечную длину во временной области, а передаточная функция имеет дробно-рациональный вид. Такие фильтры могут быть как аналоговыми так и цифровыми.

## Способы реализации цифровых фильтров
Различают два вида реализации цифрового фильтра: аппаратный и программный. Аппаратные цифровые фильтры реализуются на элементах интегральных схем, ПЛИС, тогда как программные реализуются с помощью программ, выполняемых процессором или микроконтроллером. Преимуществом программных перед аппаратным является лёгкость воплощения, настройки и изменений, а также то, что в себестоимость такого фильтра входит только труд программиста. Недостатки — низкая скорость, зависящая от быстродействия процессора, и сложность реализации цифровых фильтров высокого порядка.